# Bristol Aerospace
Bristol Aerospace ist ein Tochterunternehmen des kanadischen Luft und Raumfahrtunternehmens Magellan Aerospace Corporation mit Sitz in Winnipeg, Manitoba, Kanada. Das Unternehmen beschäftigt an dem Standort ca. 600 Mitarbeiter und entwickelt und produziert Komponenten und Bauteile an verschiedene militärische und zivile Luft- und Raumfahrthersteller.

## Geschichte
Bristol Aerospace entstand aus der MacDonald Brothers Aircraft Company im Jahre 1930. Die Brüder Jim und Grant MacDonald zogen aus Nova Scotia nach Winnipeg, um ein Unternehmen der Metallverarbeitung zu gründen. Der dritte Bruder Edwin schloss sich später an, als 1920 die Flugzeugreisen stark zunahmen. 1930 begann das Unternehmen mit der Produktion von Schwimmern für Wasserflugzeuge. Das Unternehmen produzierte diese bis Anfang 1980.
Während des Zweiten Weltkriegs baute das Unternehmen Schulungsflugzeuge für Piloten. Am Ende des Weltkriegs beschäftigte das Unternehmen rund 4500 Mitarbeiter. Nach dem Krieg entwickelte sich das Unternehmen zu einem wichtigen Reparatur- und Überholungszentrums für Flugzeuge. In der Zeit von 1940 bis 1950 führte das Unternehmen Inspektionen und Reparaturen für Kampfjets durch.
1954 wurde MacDonald Brothers Aircraft von der Bristol Aeroplane Company übernommen. Das Unternehmen war ein wichtiger Zulieferer für Triebwerkskomponenten und andere Flugzeugteile unter anderem für das Avro CF-100 Canuck. Später wurde es das wichtigste Reparaturzentrum für Militärjets. Während der 1950–1960er entwickelte das Unternehmen mehrere Komponenten für diverse Flugzeugtriebwerke und belieferte die jeweiligen Hersteller.
In der zweiten Hälfte der 1950er Jahre begann das Unternehmen mit der Entwicklung von Raketentriebwerken. 1960 wurden erste Raketenkomponenten fertiggestellt und zudem noch eine Höhenforschungsrakete entwickelt, die Black Brant. Zeitgleich wurde ein neues Werk, das Rockwood Propellant Plan in der Gemeinde von Stony Mountain, Manitoba eröffnet. Durch eine enge partnerschaftliche Zusammenarbeit mit Aerojet General entstand Bristol Aerojet. Das Unternehmen entwickelte in den frühen 1970er Jahren die CRV7 eine neue 70 mm Luft-Boden-Rakete, die später von verschiedenen Militärs und der NATO bis heute genutzt wird. In den 1960er Jahren gewann Bristol Aerospace einen Vertrag für die Wartung und Modifikationen der kanadischen und amerikanischen Kampfjets des Typs McDonnell CF-101 Voodoo/F-101 Voodoo. Die Verträge mit den Militärs liefen aus, als im Jahre 1987 die Maschinen ausgemustert wurden. 1966 wurde das Unternehmen ein Teil von Rolls-Royce, als das Unternehmen die Triebwerkssparte der Bristol Werke im englischen Bristol aufkaufte. 1997 verkaufte Rolls-Royce das kanadische Tochterunternehmen an das kanadische Luft und Raumfahrtunternehmen Magellan Aerospace für 62 Millionen $. 1999 gewann das Unternehmen eine Ausschreibung der Raumfahrtbehörde Canadian Space Agency zur Entwicklung eines neuen Forschungssatelliten, den SciSat 1. Der Forschungssatellit wurde im Jahre 2003 in die Erdumlaufbahn gebracht.

## Produkte
Das Unternehmen entwickelt und baut Höhenforschungsraketen des Typs Black Brant sowie die Luft-Boden-Rakete des Typs CRV7 für das Militär und die NATO. Es produziert/produzierte Komponenten für die Luft und Raumfahrt u. a. für:
- Boeing 767, Boeing 737 und Boeing 747
- General Electric Triebwerkskomponenten
- Airbus A330 & Airbus A380
- De Havilland Canada DASH 8 Bauteile
- Pratt & Whitney Canada JT15D, PW545, PW307, PW306 Triebwerkskomponenten
- M1 Abrams AGT1500 Panzerkomponenten
- AgustaWestland AW101
- Lockheed Martin F-35

Daneben führt das Unternehmen Generalüberholungen, Reparaturen und Modifikationen für verschiedene Flugzeugtypen durch. Darunter Modifikationen für verschiedene Helikoptertypen der Hersteller Sikorsky, Eurocopter, Boeing und MD Helicopters.